# Tweede Kamerverkiezingen 1989/Kandidatenlijst/D66
De kandidatenlijst voor de Tweede Kamerverkiezingen 1989 van D66 was als volgt:

## De lijst
- vet: verkozen
- schuin: voorkeurdrempel overschreden

1. Hans van Mierlo - 632.725 stemmen
2. Gerrit Jan Wolffensperger - 9.560
3. Jacob Kohnstamm - 2.118
4. Louise Groenman - 30.594
5. Dick Tommel - 1.998
6. Aad Nuis - 1.308
7. Doeke Eisma - 1.132
8. Olga Scheltema-de Nie - 5.697
9. Arthie Schimmel - 1.423
10. Pieter ter Veer - 923
11. Machteld Versnel-Schmitz - 1.839
12. Gerrit Ybema - 1.978
13. Pex Langenberg - 308
14. Thom de Graaf - 421
15. Nicky van 't Riet - 1.014
16. Ernst Bakker - 272
17. Hanneke Combee-van Geuns - 934
18. Marjolijn de Nijs-van den Berg - 1.227
19. Paul Wessels - 871
20. Hans Jeekel - 132
21. Henk Giebels - 287
22. Joke Jorritsma-van Oosten - 562
23. Jan van der Veen - 795
24. Leo de Graaf - 105
25. Petra Nypels - 788
26. Thea Horsmans - 121
27. Peter Claessen - 303
28. Lisette Tiddens - 388
29. Carien Evenhuis - 433
30. Leontien Helfferich-van der Kley - 1.678

CDA · PvdA · VVD · D66 · SGP · Groen Links · GPV · RPF · VCN · SP · Humanistische Partij · Milieu Defensie Partij 2000+ · PDS · Realisten Nederland · AWP · Bejaarden Centraal · Vrouwenpartij · Socialistische Minderheden Partij · Centrumdemocraten · De Groenen · PPvO · VMP · SAP · Grote Alliance Partij · Staatkundige Federatie
1967 · 1971 · 1972 · 1977 · 1981 · 1982 · 1986 · 1989 · 1994 · 1998 · 2002 · 2003 · 2006 · 2010 · 2012 · 2017 · 2021 · 2023